# Passengers (película de 2016)
Passengers (conocida como Pasajeros en Hispanoamérica) es una película estadounidense del género de ciencia ficción y romance, dirigida por Morten Tyldum y escrita por Jon Spaihts. La película está protagonizada por Chris Pratt y Jennifer Lawrence. Fue estrenada el 21 de diciembre de 2016, a cargo de Columbia Pictures.

## Argumento
La Ávalon, una nave espacial gigante de 1 kilómetro de largo que viaja a Homestead II (un lejano planeta-colonia), transportando a 5000 personas y 258 tripulantes en su interior en hibernación, entra en un campo de asteroides. Su escudo de energía de plasma detiene la mayor parte de los impactos, pero un asteroide de grandes dimensiones impacta con su escudo, se fragmenta y los restos pequeños perforan el casco blindado de la nave. Al tratar de iniciar las reparaciones automáticas, la computadora de a bordo sufre una avería y despierta accidentalmente a Jim Preston (Chris Pratt), un ingeniero pasajero de la Ávalon, 90 años antes de llegar a su destino (el viaje duraría unos 120 años), y lo condena a morir en el interior de la nave sin poder llegar al planeta Homestead II.
Al principio, Jim no se da cuenta de que su situación pueda ser un error, pero conforme pasan las horas y nota que está solo, él decide intentar acceder al puente de mando, que se encuentra cerrado y solo puede abrirlo el personal de control con una clave de voz especial (en ese momento en hibernación). Mientras recorre la nave buscando ayuda, se encuentra con Arthur (Michael Sheen) un barman robótico, el cual no se sorprende por verlo despierto ya que no estaba programado para ese tipo de incidentes. 
Tras un año de aislamiento viajando en la nave por el espacio profundo, Jim hace toda clase de actividades en la nave; con la única compañía de Arthur, afectado mentalmente, intenta suicidarse lanzándose al espacio para acabar con su soledad, pero antes de arrojarse al espacio sin protección, encuentra la criocabina de Aurora Lane (Jennifer Lawrence). Al mirar su perfil en la lista de pasajeros, descubre que es una escritora y ve día a día su bitácora de grabaciones; Jim siente afecto hacia ella y piensa despetarla. Jim le confiesa a Arthur esto y lucha contra la moralidad de despertarla para que le haga compañía. Desesperado por la idea de envejecer y morir solo en la nave sin poder llegar a su destino, Jim provoca un cortocircuito en la criocabina y despierta manualmente a Aurora. Inicialmente le miente diciéndole que había despertado por un error en su criocabina. Aurora, desesperada por la idea de envejecer y morir en la nave, intenta volver a meterse en hibernación (tal y como había intentado Jim en un principio), sin éxito. Al final ella acepta su situación y decide escribir un libro sobre sus experiencias. Jim y Aurora comienzan a convivir en la nave y se van conociendo, Jim le muestra toda la nave y lo que se puede hacer. Al poco tiempo, ambos se vuelven cada vez más cercanos. Luego, tienen una cita y acaban enamorándose.
Un año después de despertar Aurora, y en pleno cumpleaños de ella, el robot Arthur revela en una conversación que Jim es el responsable de su despertar temprano, pese a que Jim le pidió a Arthur no hacerlo. Aurora queda horrorizada cuando Jim le confirma la verdad y se traumatiza al saber que no saldrá jamás de la nave. La noche siguiente ella golpea físicamente a Jim en un ataque de rabia y provoca un alejamiento de éstos. Jim intenta explicárselo, pero Aurora no quiere hablar con él. Durante varios días, Aurora intenta vivir su vida alejada de Jim, pero un fallo en otra cabina de hibernación provoca el despertar de Gus Mancuso (Laurence Fishburne), un oficial de cubierta de la Ávalon. Aurora y Jim vuelvan a acercarse, los tres descubren fallos múltiples en los sistemas de la nave por una sobrecarga de distintos componentes que comenzó con el fallo en la cabina de Jim y siguió con fallos en los robots de la nave que patrullan, limpian y son asistentes automáticos, incluido Arthur. Gus intenta arreglarlo con la ayuda de Jim y Aurora, todavía disgustada con Jim por haberla despertado. Descubren que Gus padece una enfermedad grave debido al mal funcionamiento de su criocabina. Aurora y Jim intentan tratarlo con una cúpula autodoc, pero finalmente Gus muere dolorosamente, no sin antes entregarle su placa de identificación a Jim y Aurora para poder acceder al puente.
Aurora y Jim acuerdan reparar la nave, la que está sufriendo fallos cada vez más graves y frecuentes. Al examinar el registro de vuelo, descubren que un asteroide impactó la nave, que con su escudo evitó mayores daños pero eyectó fragmentos hacia la nave, los que dañaron el casco y la computadora que controla el reactor, lo que aumentó los daños produciendo un sobrecalentamiento del reactor de fusión nuclear. Jim trata de reparar el computador cambiando las piezas, pero los nuevos componentes no pueden solucionar el problema, y se da cuenta de que la única solución es ventilar el reactor lanzando el exceso de calor al espacio por una tobera de gases de escape, pero la compuerta no se abre con la orden de la computadora, dañada por el impacto de los asteroides, lo obliga a Jim a considerar un paseo espacial para tratar de abrir la compuerta desde fuera de la nave con el mecanismo manual. 
Aurora inicialmente se niega a dejarlo ir por miedo a perderlo y quedarse sola en la nave, pero Jim le dice que si no lo hace todos en la nave, incluidos ellos dos, morirían. Jim entra a la tobera de escape de gases desde el exterior de la nave, pero no logra mantener abierta la compuerta, la cual se cierra y vuelve a su posición inicial, programada para mantenerse cerrada por seguridad, entonces él decide mantenerla abierta manualmente y le dice a Aurora que active la palanca de ventilación del reactor de fusión para enfriar el reactor en forma manual, pero Aurora llora porque sabe que Jim podría morir debido al inmenso calor del reactor, aunque al final accede y el reactor evita su destrucción. Finalmente, Aurora desde dentro y Jim desde fuera, consiguen ventilar el reactor, pero Jim es eyectado violentamente al espacio y separado de la Ávalon; para empeorar las cosas, descubre que tiene un agujero en el traje y está perdiendo oxígeno. Sin pensarlo dos veces, Aurora realiza un arriesgado paseo espacial para recuperar a Jim, que está inconsciente y en peligro de ser destruido por el motor de plasma de la nave, y tras conseguirlo, logra con mucho esfuerzo llevarlo al Autodoc. Allí descubre que Jim está muerto, pero en medio de su desesperación, utiliza la identificación de Gus y consigue resucitarlo usando una combinación de tratamientos médicos automáticos. Justo cuando Aurora cree que Jim no reaccionará, Jim despierta, y Aurora y él se besan emotivamente (inmediatamente después de recuperado de su "muerte"), reconciliándose. 
Más tarde, Jim descubre que puede hibernar a Aurora usando el Autodoc, pero eso significará no volver a verla. Tras esto, Jim y Aurora celebran un pequeño funeral por Gus, en el que expulsan su cuerpo al espacio y entonces le cuenta a Aurora su descubrimiento del Autodoc. Aurora se niega, sabiendo que Jim se quedaría solo, pero él le dice que vendrá a visitarla, y la deja a solas para tomar su decisión. Jim se encuentra solo en el bar con Arthur, resignado a su destino, pero sorpresivamente aparece por detrás Aurora, dejando claro al espectador que se quedó con él. Así, Jim le entrega un anillo de compromiso guardado desde su cumpleaños, que ella acepta feliz. Luego se ve a Jim nadar en la piscina hacia Aurora, quien lo abraza y le dice "es una gran vida", y él le responde igual "es una gran vida" (sonriente) y ella lo besa (terminando la escena afuera en el espacio).
Ochenta y ocho años después, la tripulación de la nave Ávalon es despertada finalmente de la hibernación artificial, como estaba programado para colonizar el nuevo planeta, llegando a su sistema solar en forma automática y está todo listo para iniciar la colonización. Descubren el vestíbulo principal de la nave ahora lleno de vegetación, incluido un árbol plantado por Jim. Al final se escucha a Aurora narrar: "Compañeros pasajeros, si están leyendo esto, la nave estelar Ávalon al fin ha llegado a su destino. Muchas cosas han pasado. Un amigo dijo: 'No te enfoques tanto en donde prefieres estar, si olvidas cómo sacar provecho de en donde estás'. Nos perdimos en el camino, pero logramos encontrarnos e hicimos una vida, una vida hermosa juntos".

## Reparto
- Jennifer Lawrence como Aurora Lane.
- Chris Pratt como Jim Preston.[3]
- Michael Sheen como Arthur.[4]
- Laurence Fishburne como Gus Mancuso.
- Andy García como el capitán Norris.

## Producción
El guion original de Passengers escrito por Jon Spaihts llevaba años flotando a la deriva por Hollywood. Brian Kirk fue originalmente programado para hacer su debut como director con la película con Keanu Reeves en el personaje principal, y la financiación de Wayfare Entertainment y la producción de la película. El 5 de diciembre de 2014, se anunció que Sony Pictures Entertainment había ganado la subasta para tomar los derechos de la película. El 27 de enero de 2015, se anunció que Sony estaba en conversaciones iniciales con el director de The Imitation Game Morten Tyldum para dirigir la película. El 6 de febrero, Variety informó que Jennifer Lawrence estuvo en conversaciones para unirse a la película, más tarde, el mismo día The Wrap también informó de que Chris Pratt estaba en conversaciones también, para protagonizar la película.
El 17 de julio de 2015, Michael Sheen se unió al elenco de la película para interpretar al robot que viaja junto a Pratt y Lawrence. El 5 de agosto de 2015, Laurence Fishburne estaba en conversaciones para unirse a la película. Los productores de la película serían Company Films de Stephen Hamel, Start Media de Michael Maher y Original Film de  Ori Marmur y Neal H. Moritz.

### Filmación
El rodaje de la película comenzó en septiembre de 2015 en los Pinewood Atlanta Studios de Atlanta, Georgia.

## Estreno
En agosto de 2015, Sony Pictures Entertainment establece a la película para estrenarse el 21 de diciembre de 2016.

## Recepción

### Crítica
Passengers tiene una calificación de 30% de parte de la crítica en el sitio web Rotten Tomatoes, lo que daría una calificación negativa y de parte del público tiene un 69%, lo que daría una positiva.

### Taquilla
Passengers debutó en el puesto 3 de la taquilla, por debajo de Rogue One: una historia de Star Wars y Sing. Ha recaudado 303 millones de dólares, frente a los 110 millones que costó.

## Premios y nominaciones
| Lista de premios y nominaciones                | Lista de premios y nominaciones | Lista de premios y nominaciones                   | Lista de premios y nominaciones | Lista de premios y nominaciones | Lista de premios y nominaciones |
| Premios                                        | Fecha de la ceremonia           | Categoría                                         | Receptores                      | Resultado                       | Ref(s)                          |
| ---------------------------------------------- | ------------------------------- | ------------------------------------------------- | ------------------------------- | ------------------------------- | ------------------------------- |
| Premios Óscar                                  | 26 de febrero de 2017           | Óscar al mejor diseño de producción               | Guy Hendrix Dyas y Gene Serdena | Nominado                        | [ 17 ] [ 18 ]                   |
| Premios Óscar                                  | 26 de febrero de 2017           | Óscar a la mejor banda sonora                     | Thomas Newman                   | Nominado                        | [ 17 ] [ 18 ]                   |
| Premios del Sindicato de Directores artísticos | 11 de febrero de 2017           | Mejor dirección artística en película de fantasía | Guy Hendrix Dyas                | Ganador                         | [ 19 ]                          |